# Waxahachie, Teksas
Waxahachie je grad u američkoj saveznoj državi Teksas. Grad upravo pripada okrugu Ellis čije je i središte. 

## Zemljopis
Waxahachie se nalazi u Okrugu Ellis, 48 km južno od grada Dallasa.
Grad se prostire na 106.6 km², od čega je kopneno područje 103.5 km², dok vodenih područja ima 3.1 km² što je 2,91%.

## Stanovništvo
Prema popisu stanovništva iz 2000. godine grad je imao 21.426 stanovnika, 
, 7.325 domaćinstva, i 5.398 obitelji. Prosječna gustoća naseljenosti je 207 stan./km²
Prema rasnoj podjeli u gradu živi najviše bijelaca 70,45%, afroamerikanaca ima 17,10%, azijata 0,40%, indijanaca 0,76%, podrijetlo s pacifika 0,39%, ostale rase 9,33%, izjašnjeni kao dvije ili više rasa 1,96%. Od ukupnoga broja stanovnika njih 19,74% su latinoamerikanci ili hispanjolci.

## Poznate osobe
- Desmond Mason - američki košarkaš
- Tom Blasingame - najstariji američki kauboj
- Byron Nelson - igrač golfa

## Vanjske poveznice
- Službene stranice grada